# Szpilowłoska gujańska
Szpilowłoska gujańska (Acanthoscurria simoensi) – gatunek pająka z rodziny ptasznikowatych.
Gatunek ten opisał w 2000 roku Fabian Vol.
Pająk o ciele długości około 45 mm u samca i około 57 mm u samicy, ubarwiony brązowo. Pomarańczowe, krótkie szczecinki tworzą obrzeżenie karapaksu, po dwa podłużne paski na rzepkach i goleniach, pierścienie na wierzchołkach ud, rzepek i goleni, porastając także wierzch opistosomy i szczękoczułki. Przedni rząd oczu jest odchylony, a tylny wychylony w przód. Nadustek jest wąski. Aparat strydulacyjny zbudowany jest z 32–34 szczecinek. U samców bruzda szczękoczułkowa zaopatrzona jest w 11 większych i 65 mniejszych zębów, zaś u samic w 9 większych i 82 mniejsze. Nogogłaszczki samca charakteryzuje długi embolus, wyposażony w kile: górny i dolny, pozbawiony dodatkowego. Samica ma spermatekę o prostokątnej, dwukrotnie dłuższej niż szerokiej podstawie i z dwoma wystającymi wierzchołkowo i zlanymi nasadowo płatami.
Ptasznik neotropikalny, znany z Gujany Francuskiej i brazylijskiego stanu Amazonas.